# Зайцев, Вячеслав Алексеевич
Вячеслав Алексеевич Зайцев (12 ноября 1952, Ленинград — 12 июня 2023) — советский волейболист, один из лучших связующих в истории волейбола, многолетний капитан «Автомобилиста» и сборной СССР, участник трёх Олимпиад, олимпийский чемпион (Москва-1980), серебряный призёр Игр в Монреале-1976 и Сеуле-1988, волейбольный тренер. Заслуженный мастер спорта СССР (1978).

## Биография
Играл в команде «Автомобилист» (Ленинград) (1969—1987), в итальянских клубах «Сполето» (1987—1989), «Агридженто» (1989—1990) и «Читта-ди-Кастелло» (1990—1992), швейцарском «Лугано» (1992—1993).
В «Автомобилисте» дебютировал в конце 1969 года, будучи семнадцатилетним школьником. В 1971 году стал чемпионом Европы в составе молодёжной сборной СССР, и в том же году выиграл свой первый чемпионат континента со взрослой сборной. В 1977 году стал капитаном национальной команды СССР, в её составе выступал до 1988 года, установив рекорд по количеству сезонов в главной команде страны.
В 1970—1980-е годы — ключевой игрок «Автомобилиста» и сборной СССР, ученик и ближайший помощник Вячеслава Платонова, олимпийский чемпион, двукратный чемпион мира и семикратный чемпион Европы Вячеслав Зайцев считался лучшим связующим планеты, был признан лучшим игроком Кубка мира-1981, 17 раз входил в списки 24-х сильнейших игроков СССР. За спортивные достижения награждён орденами «Знак Почёта» и Дружбы народов.
Осенью 1987 года Вячеслав Зайцев первым из советских волейболистов уехал играть в зарубежный чемпионат. В течение пяти сезонов выступал в составе трёх клубов итальянской серии А2 в качестве игрока и тренера и каждый выводил в сильнейший дивизион чемпионата Италии, серию А1.
В августе 1992 года заключил контракт и стал главным тренером волейбольного клуба «Лугано». На площадку выходить не собирался, но в возрасте сорока лет это сделать пришлось — в игре Кубка Кубков между швейцарским «Лугано» и испанской «Сорией» 14 ноября 1992 года . Эта игра стала последней в карьере Зайцева-игрока.
В Россию вернулся в 1994 году и вошёл в тренерский штаб «Белогорья», в 1995 году впервые ставшего призёром чемпионата России и завоевавшего Кубок страны. В 1996 году помогал главному тренеру сборной России Вячеславу Платонову на Олимпийских играх в Атланте-1996. В 1997-м заменил заболевшего главного тренера сборной и руководил ею в финальных соревнованиях Мировой лиги, где россияне заняли 3-е место.
В 1998—2005 годах вновь работал в Италии, с юношескими составами клубов серии А1. В сезоне-2005/06 — старший тренер женской команды московского «Динамо», ставшей чемпионом России. В 2006—2007 годах — главный тренер мужской молодёжной сборной России — чемпиона Европы (2006) и серебряного призёра чемпионата мира (2007); старший тренер «Локомотива-Белогорья». С апреля по ноябрь 2008 года — главный тренер клуба «Динамо-Янтарь», с апреля 2009 года — главный тренер «Металлоинвеста», затем снова тренер «Локомотива-Белогорья».
С августа 2011 до февраля 2014 года возглавлял «Кристалл» (Воронеж).
18 октября 2013 года Вячеслав Зайцев был принят в волейбольный Зал славы как один из лучших волейболистов XX века.
Умер 12 июня 2023 года.

## Семья
Жена — Ирина Валентиновна Позднякова (род. 1953), в прошлом спортсменка-пловчиха, мировая рекордсменка в плавании на 200 м брассом (1966), серебряная медалистка чемпионата Европы в Утрехте-1966. Проживает в Москве.
- Дочь — Анна Вячеславовна Зайцева (род. 1975), 5 января 1993 года вышла замуж за 20-летнего итальянца Андреа Сабьони[2].
- Сын —  Иван Вячеславович Зайцев (род. 2 октября 1988 года в Сполето), имеет итальянское гражданство и является игроком национальной сборной Италии по волейболу[8]. 18 мая 2013 года Иван Зайцев женился на итальянской фотомодели с ирландскими корнями Эшлинг Сироччи[9].
  - Внук — Александр (род. 31 октября 2014 года)
  - Внучка — Сиенна (род. 2018)[10]
  - Внучка — Наусика (род. 2019)

## Достижения
- Чемпион Игр XXII Олимпиады (1980).
- Серебряный призёр Игр XXI Олимпиады (1976).
- Серебряный призёр Игр XXIV Олимпиады (1988).
- Двукратный чемпион мира (1978, 1982).
- Серебряный призёр чемпионатов мира (1974, 1986).
- Двукратный победитель Кубка мира (1977, 1981).
- Серебряный призёр Кубка мира (1985).
- Победитель Игр доброй воли (1986).
- Семикратный чемпион Европы (1971, 1975, 1977, 1979, 1981, 1983, 1985).
- Чемпион Европы среди молодёжных команд (1971).
- Чемпион Всемирной Универсиады (1973).
- Двукратный победитель Кубка обладателей Кубков европейских стран (1982, 1983).
- Серебряный призёр Спартакиады народов СССР (1975).
- Серебряный призёр чемпионатов СССР (1976—1982).
- Бронзовый призёр чемпионатов СССР (1972—1975, 1985, 1987).
- Обладатель Кубка СССР (1983).

## Фильм
- Союзспортфильм (1985). Волейбол. Играет Вячеслав Зайцев..  26 мин. {{cite episode}}: |series= пропущен или пуст (справка)